# XFree86
XFree86 is een implementatie van het X Window System. Het was oorspronkelijk ontwikkeld voor Unix-achtige besturingssystemen op IBM PC-compatibele computers maar is nu beschikbaar voor verschillende platformen en besturingssystemen. Het is vrije en opensourcesoftware uitgegeven onder de XFree86 Licentie versie 1.1.
Het wordt ontwikkeld door XFree86 Project, Inc en de hoofdontwikkelaar is David Dawes. De huidige versie is 4.8.0, uitgegeven in december 2008. 

## X.org
Tijdens de jaren negentig en het begin van de 21e eeuw was vooral XFree86 de bron van innovatie in X en was tevens de factor voor de verdere ontwikkeling van X.
Tot begin 2004 werd het veel gebruikt op Linux en BSD, maar veel ontwikkelaars stapten in 2004 over naar X.Org na een licentiewijziging van XFree86. Ook geschillen tussen ontwikkelaars zouden ertoe bijgedragen hebben dat er een fork ontstond.
XFree86 wordt in bepaalde gevallen nog gebruikt door NetBSD, maar ook hier is X.org aanwezig in de belangrijkste versies.
Het project is inactief sinds 2008.